# Brotte-lès-Ray
Brotte-lès-Ray è un comune francese di 59 abitanti situato nel dipartimento dell'Alta Saona, nella regione della Borgogna-Franca Contea.

## Società

### Evoluzione demografica
Abitanti censiti